# احمدآباد (زنجانرود)
احمدآباد یک منطقهٔ مسکونی در ایران است که در دهستان غنی‌بیگلو واقع شده‌است.